# جنگ‌های شوالیه‌های تتونیک و لهستان

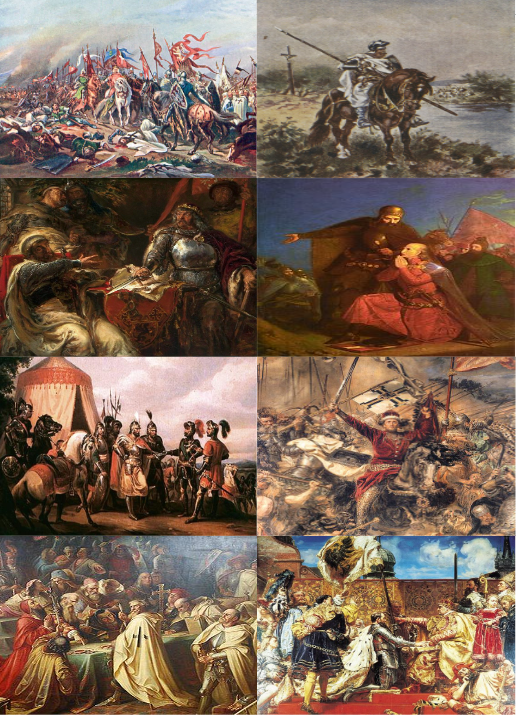
جنگ‌های شوالیه‌های تتونیک و لهستان

این فهرست شامل جنگ‌های شوالیه‌های تتونیک و لهستان می‌باشد:
- جنگ شوالیه‌های تتونیک و لهستان (۱۳۰۸–۱۳۰۹) که منجر به تصرف دانتزیگ توسط تتونیک‌ها گردید.
- جنگ شوالیه‌های تتونیک و لهستان (۱۳۲۶-۱۳۳۲) که به پیمان کالیسز ختم شد.
- جنگ شوالیه‌های تتونیک و لهستان (۱۴۰۹–۱۴۱۱) که به عنوان جنگ شوالیه‌های تتونیک، لهستان و لیتوانی یا جنگ بزرگ نیز شناخته می‌شود، با پیمان صلح تورن در ۱۴۱۱ میلادی خاتمه یافت.
- جنگ شوالیه‌های تتونیک و لهستان (۱۴۱۴) که به عنوان جنگ قحطی نیز شناخته می‌شود.
- جنگ شوالیه‌های تتونیک و لهستان (۱۴۲۲) که به عنوان جنگ گالوپ نیز شناخته می‌شود، با پیمان ملنو به اتمام رسید.
- جنگ شوالیه‌های تتونیک و لهستان (۱۴۳۱-۱۴۳۵) یا جنگ داخلی لیتوانی (۱۴۳۱-۱۴۳۵).
- جنگ شوالیه‌های تتونیک و لهستان (۱۴۵۴-۱۴۶۶) که با نام جنگ سیزده‌ساله نیز مشهور است.
- جنگ شوالیه‌های تتونیک و لهستان (۱۴۶۷-۱۴۷۹) که به عنوان جنگ کشیشان نیز معروف است.
- جنگ شوالیه‌های تتونیک و لهستان (۱۵۱۹-۱۵۲۱) که در آلمان با نام Reiterkrieg شناخته می‌شود.